# Lambusart
Lambusart est une section de la ville belge de Fleurus située en Région wallonne dans la province de Hainaut.
C'était une commune à part entière avant la fusion des communes de 1977.
Les trois cités qui y ont été d'abord édifiées l'ont été durant l'exploitation des charbonnages de Petit-Try et du Roton, le dernier charbonnage wallon en activité.

## Évolution démographique
- Sources : INS, Rem. : 1831 jusqu'en 1970 = recensements, 1976 = nombre d'habitants au 31 décembre.

## Patrimoine et culture

### Patrimoine architectural
- Eglise Saint-Laurent. Construite en 1872 par les architectes Thielens et Verhaegen en style néo-gothique[1].
- Ferme de Fleurjoux. Remontant à la fin du XVIIIe ou du début du XIXe siècle. Elle est située rue de Fleurjoux[2].